# ニタリクジラ
ニタリクジラ（似鯨、学名：Balaenoptera brydei）は、鯨偶蹄目ナガスクジラ科に属するヒゲクジラの一種である。

## 名称
英名と学名は南アフリカに最初の捕鯨基地を設立した当時のノルウェーの領事のヨハン・ブライド（英語版）に因んでいるが、英語での本種の「Bryde's」の発音は「ブライド」ではなく「ブルーダス（broodus）」である。
和名は捕鯨時代にイワシクジラやナガスクジラとの混同が著しいために「似ている」ことから「ニタリクジラ」と名付けられた。
日本においてはカツオと群れる習性から「カツオクジラ」とも呼ばれ、その別名がついている。ただし、この呼称は混同されていたイワシクジラの別名でもあり、後にニタリクジラと混同されていた「カツオクジラ（Balaenoptera edeni）」の和名になった。
その他にも、小笠原諸島で発見された際には「オガサワラクジラ」という命名案も存在した
温暖な海域を好む傾向が強い事から、英語では「トロピカル・ホエール」という異名も持つ。

## 分類
本種を中心とした「Bryde's Whale complex」には、本種とカツオクジラをはじめ合計で3種または4種以上が存在するとされており、（ツノシマクジラを除いて）「ニタリクジラ」「カツオクジラ」「ライスクジラ」「インド太平洋型ニタリクジラ（Indo-Pacific Bryde's whale）」等の分類が示唆されているが、これらを同一種とする分類もある。
明確な種分類が行われる以前はとくにイワシクジラと著しく混同されていたため、厳密に分類されるまではイワシクジラとして捕鯨されていた。そして後年にカツオクジラが新たに分類された。
ツノシマクジラも分布が沿岸型のニタリクジラやカツオクジラとの類似性が強く、分類以前までは混同されていたとみられている。また、ツノシマクジラと同様に従来はニタリクジラの東シナ海系群とされていたクジラ（カツオクジラ）もニタリクジラから分類する意見もあり、高知県でホエールウォッチングの対象になっている「ニタリクジラ」もカツオクジラである可能性がある。
メキシコ湾に定住する地方個体群は、2021年にライスクジラ（英語版）として新種として分類されたが、推定生息数が50頭前後と絶滅の危機に瀕している。
遺伝子解析の結果は、「Bryde's Whale complex（ニタリクジラ複合種群）」における形態上の類似性が非常に強い一方で本種に最も近縁なのがイワシクジラであり、次いでカツオクジラとライスクジラ、ツノシマクジラの順に遠縁となる。また、シロナガスクジラもこのグループと単系統を形成する。
宮古島にて発掘された鮮新世の化石はニタリクジラに近縁だとされており、「シマジリクジラ」として宮古島市の天然記念物に指定されている。
- ニタリクジラ（北西ハワイ諸島沖）
- カツオクジラ（ピーピー諸島）
- ライスクジラ（メキシコ湾）
- ツノシマクジラ（ノシ・ベ）

## 形態

人間との比較。

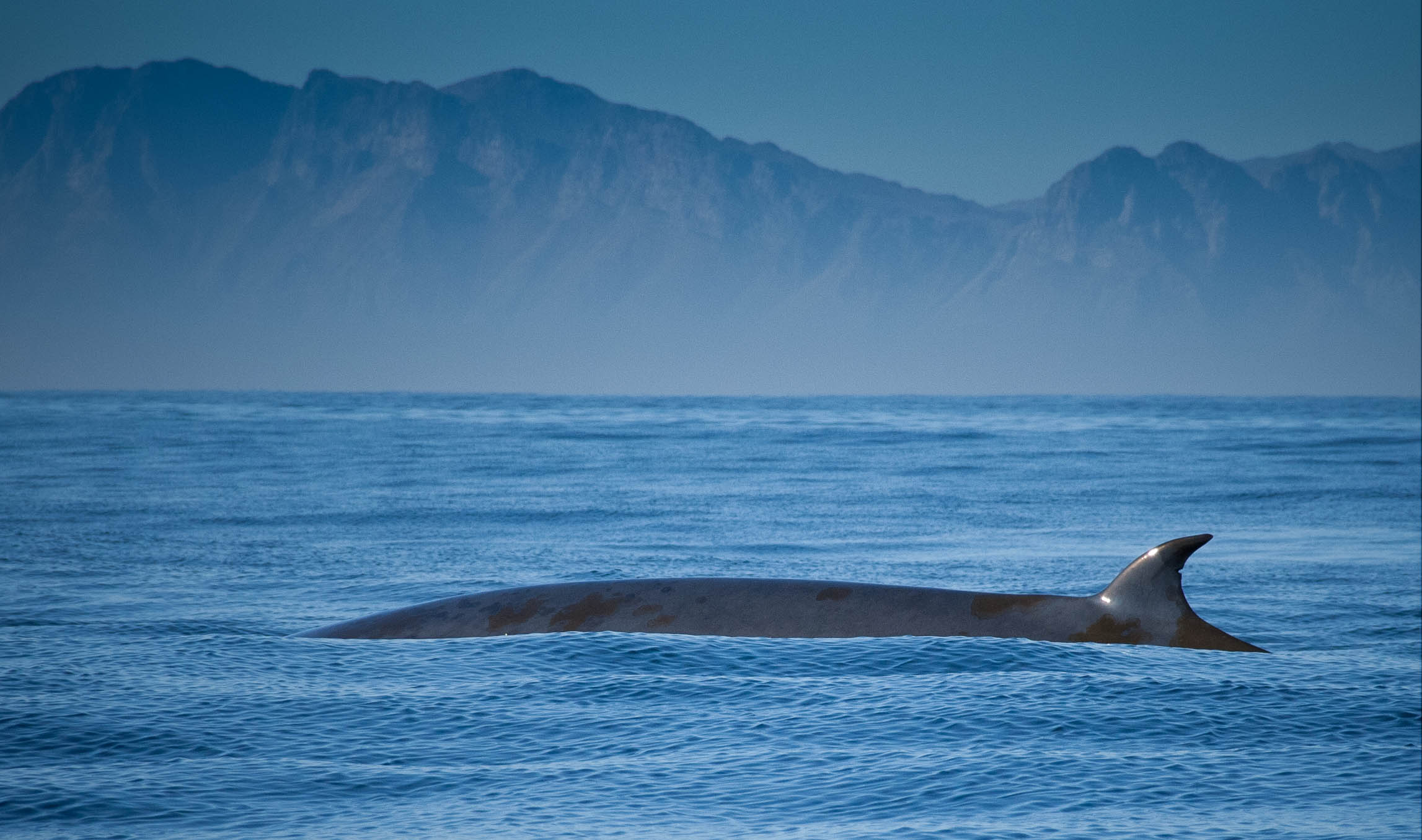
南アフリカ・フォルス湾（英語版）にて。

本種はカツオクジラとライスクジラと非常に外見上の類似性が強いが、若干ながら差異が存在している。
イワシクジラの近縁種である中型のヒゲクジラ類であり、体長の把握にも捕獲記録がイワシクジラなどと混同されてきたことの弊害が生じてきた。イワシクジラより小型であり、成熟時の体長は12 - 16.7メートル程、体重も最大で25トン前後である。ヒゲクジラ類に共通してオスよりもメスの方が若干ながら大型である。また、北太平洋の個体は南半球の個体よりも顕著に小型であるとされている。
本種を含む「Bryde's Whale complex（ニタリクジラ複合種群）」の特徴として、吻の上面の左右両側に吻端から鼻孔付近にかけて各1条の隆起線があり、また40-70本程度の畝が長く先端がへそに達していて、250-410枚程度のクジラヒゲが短くて幅が広く、ひげ毛が太いなどの点で、イワシクジラとは外形的に区別される。
かつては南アフリカ沿岸にだけ生息するとされていたが、第二次世界大戦の後に小笠原諸島周辺でも発見され、北太平洋にも広く分布することが判明した。国際捕鯨委員会は1970年に捕鯨条約の付表を修正して、本種とイワシクジラを別種として扱うこととした。南アフリカ沿岸ではより小型の沿岸型と遠洋型の二つの型があり、大きさを含めた外形的にも生態的にも若干の差異が認められている。

## 生態

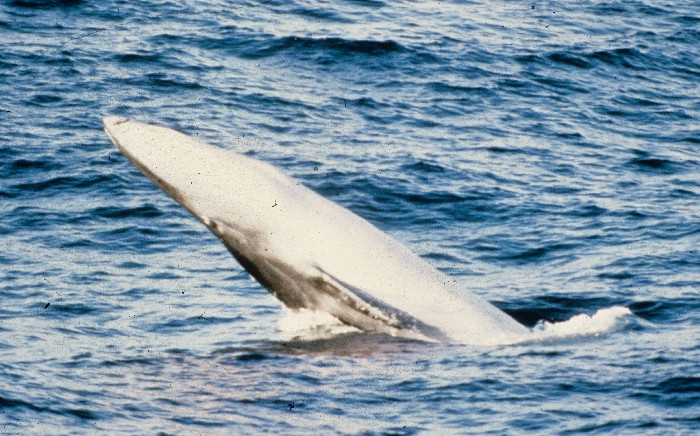
本種またはツノシマクジラのブリーチング（英語版）。

後述の通り、「Bryde's Whale complex（ニタリクジラ複合種群）」やツノシマクジラは（ザトウクジラやミンククジラ類を除く）他のナガスクジラ科よりも沿岸性が強い傾向があり、また暖海性の強さゆえに回遊範囲もより限定的である。
本種に限らずヒゲクジラ類はハクジラ類よりも単独性が概してより強く、本種も単独または3頭以下の小規模な群れ（ポッド）での行動が顕著だが、採餌海域では時には20頭に達する群れを形成する。
性成熟するのは9歳前後と推測されている。本種と繁殖の速度が近いのはミンククジラであり、両種の出産の確率は共に2年に1頭程度だとされている。上記の通り、南アフリカではより小型の沿岸型と沖合型が存在しており、捕鯨時代のデータでは沖合型の繁殖と出産とサイクルは冬に集中していると推測されているが、沿岸型では年間を通して繁殖と出産が行われる。妊娠期間は約10 - 12ヵ月前後であり、子供は6-7ヵ月または最大で12ヵ月程度で乳離れする可能性がある。
概して浅海性が強く、普段は水深15メートル以下には潜らないが、時には水深300メートル以上まで潜る。潜水時間は5 - 20分程度であり、潜水時には尾びれを持ち上げない（フルークアップ）。イワシクジラと同様に遊泳速度も比較的に速く、最大で時速24キロメートル以上に達する。ザトウクジラ等と比較すると、本種やカツオクジラ等は活発な海面行動を見せる機会は控えめだが、イワシクジラ等のより大型のナガスクジラ科よりはブリーチング等の海面行動（英語版）などを見せる傾向が強い。潮吹き（ブロー）の高さは約3 - 4メートル前後である。
主な天敵としては、人間の他にはシャチが存在する。

### 食性

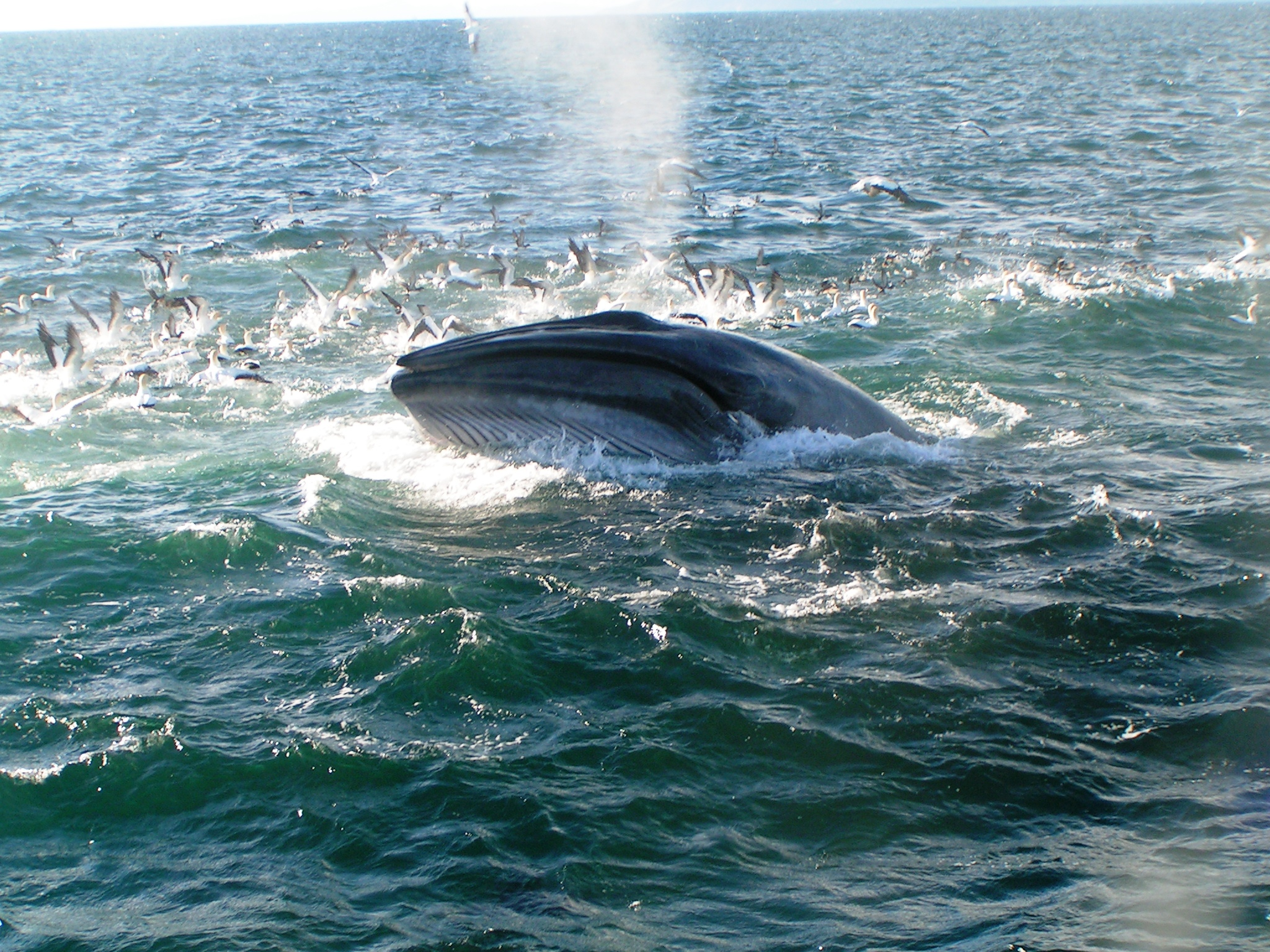
ニュージーランド・オークランドのハウラキ湾（英語版）での摂餌の光景。

主要な餌はマイワシ、カタクチイワシ、サバ、ニシンなどの魚類だが、オキアミ、カイアシ、カニやエビなどの甲殻類、イカも捕食対象に含まれる場合がある。本種が主食とする小魚はカツオなどの大型回遊魚の餌でもあり、本種のいる海域には大型回遊魚の群れがいる可能性も高くなり、とくに小魚を狙う採餌時にはマイルカ、鰭脚類、サメなどの大型魚類、カツオドリなどが同時に出現することも多い。
また、カツオには鯨につく事でカジキから身を護るメリットがあり、本種やカツオクジラは1個体で一つの小さな生態系を形作る。こういった点から水産庁の加藤秀弘に共生関係が指摘されている（えびすの項も参照）。尚、これらの群れは「鯨付き」と呼ばれ、漁業の際には本種を探す事もある。
カツオクジラと同様に複数の採餌形態を取る。カリブ海では「バブルネット・フィーディング」またはそれに近い採餌方法を行うことが確認されている。オーストラリアの沿岸では本種の生息状況には不明な点が多いために市民科学を用いたデータの集積が行われており、観察された採取行動の中には波打ち際付近の浅瀬でサーフィンの様に波を利用して移動しながら行う方法（「shallow water surf feeding」）を含む複数の特徴的な採取形態が確認されている。

### 発声
60ヘルツ以下の低周波の鳴き声を発する。
2014年にマリアナ海溝付近で実施された音響調査で「ビオトワング（Biotwang）」と呼ばれる謎の音が検出され、NOAAの海洋学者であるアン・アレン氏らの分析により、当初はミンククジラの鳴き声だと推測されていたが、後にニタリクジラの発する音だと判明した。ニタリクジラは世界中の海に生息しているものの、ビオトワングはマリアナ海溝近辺でしか確認されず、マリアナ海溝付近の特定のニタリクジラの集団がビオトワングを発していると考えられている。また、2016年にエルニーニョ現象による海水温の上昇によってマリアナ海溝付近を訪れるニタリクジラの個体数が増えたことから、ビオトワングの検出回数が増えたことも確認された。ビオトワングの意味ははっきりとはわからないが、ニタリクジラが互いの位置を特定するために使用されている可能性があるとしている。
また、本種も含めたザトウクジラ以外のナガスクジラ科はシャチからの襲撃に対して戦わずに逃走する傾向が強く（「flight species」）、対照的にシャチに抵抗を見せるヒゲクジラ類（「fight species」とは発声の音域が大幅に異なり、「flight species」はシャチへの対策として100ヘルツ以下で鳴くと推測されている。

## 分布

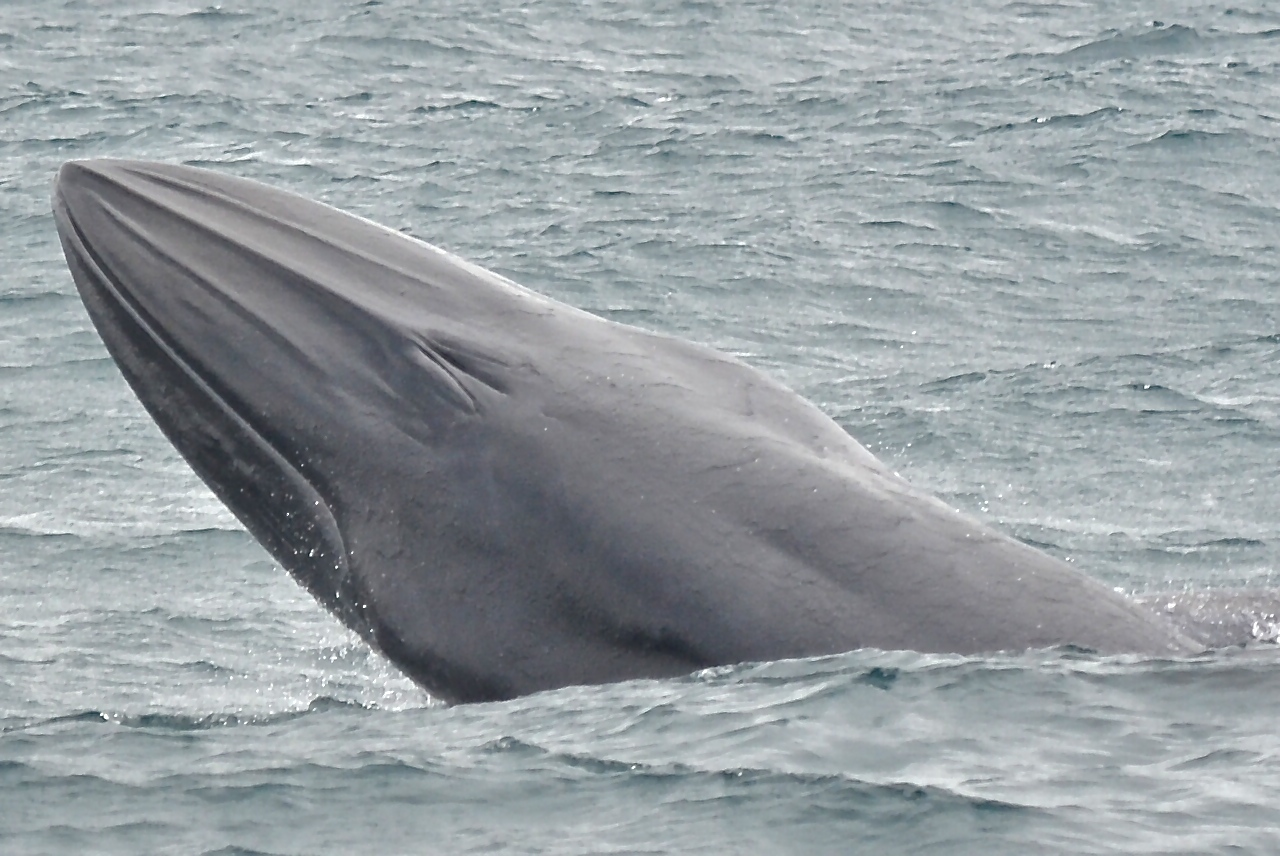
ブラジル・サンパウロ州・イリャベラ島（英語版）のカステリャノス湾にて。

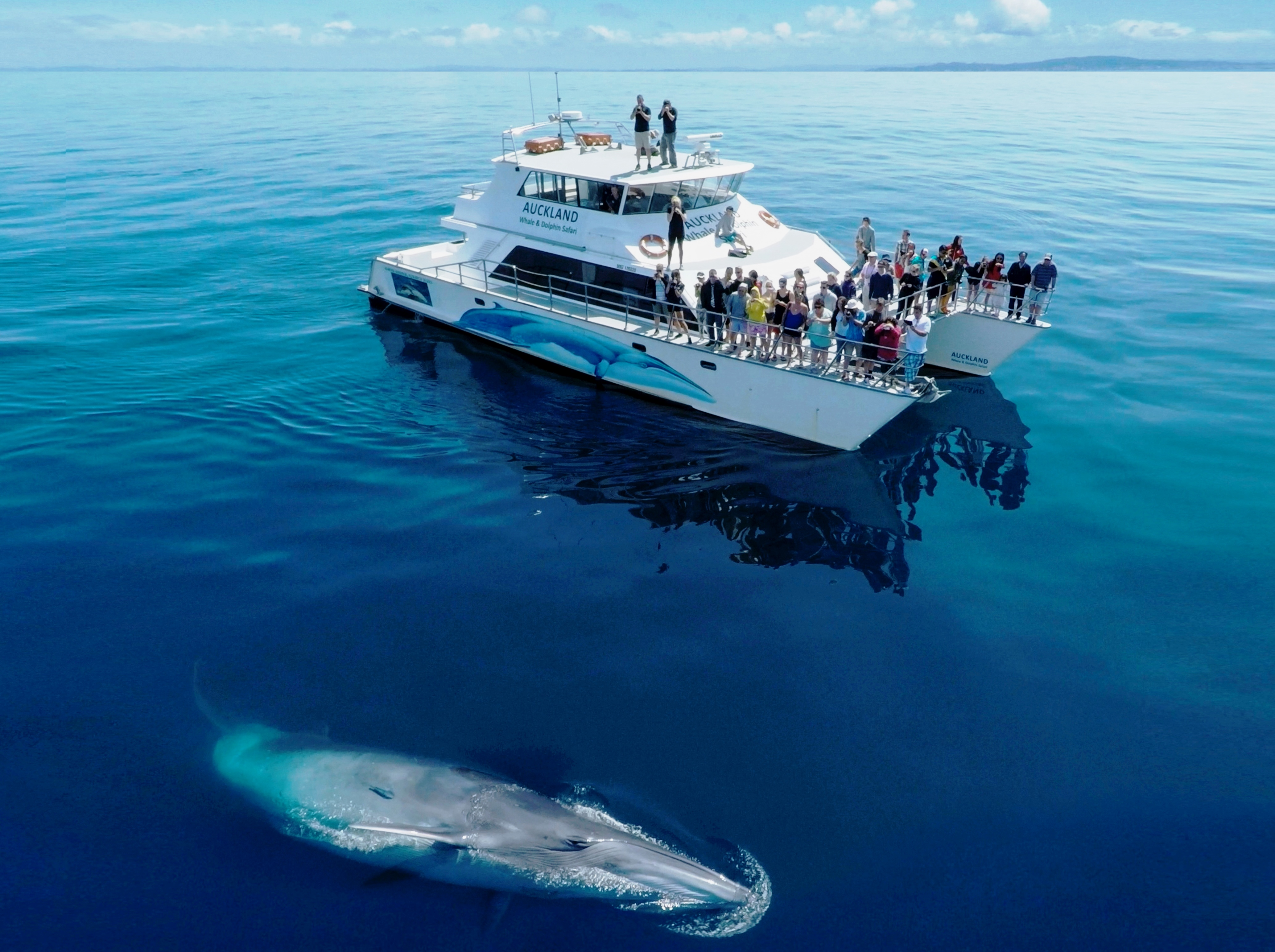
ハウラキ湾（英語版）でのホエールウォッチング。

「Bryde's Whale complex（ニタリクジラ複合種群）」は概して他の大多数のヒゲクジラ類と比較すると回遊の程度は限定的である。下記の通り、「Bryde's Whale complex」は捕鯨時代に他種と混同されて捕獲・記録されてきたために、本来の分布と生息数には不明な点が多いとされる。
本種もカツオクジラ・ライスクジラ（英語版）・ツノシマクジラと同様に暖海性および沿岸性の傾向が見られ、「トロピカル・ホエール」の別名の由来にもなっている。北緯40度と南緯40度の間の、水温16℃以上の海に広く分布するが、カツオクジラより遠洋に棲息する場合も多い。一方で、本種もカツオクジラも、湧昇流などの要因によって生物生産性の高い海域にもよく見られる。また、本種はカツオクジラやライスクジラやツノシマクジラと比較してより北方への回遊が見られる場合もあり、たとえば日本列島では北海道の東部（釧路沖）でも捕獲されているなど亜寒帯にも達する。一方で、気候変動による分布の変化が発生している可能性も指摘されている。
一部の海域ではカツオクジラやツノシマクジラと分布を共有しているが、メキシコ湾とカリブ海の周辺におけるライスクジラとの分布の共有の有無など不明な点も多く、たとえば日本列島の土佐湾や野間半島と甑島列島、中国・広西チワン族自治区の潿洲島（英語版）と斜陽島（英語版）のカツオクジラの様に、遺伝学を用いるまでは本種と他の「Bryde's Whale complex（ニタリクジラ複合種群）」の間の厳密な種判別が難しい場合も見られる。
カツオクジラやライスクジラと同様に、大規模な回遊を行わずに特定の沿岸域や大陸棚に定住している個体群も存在しており、ニュージーランド・オークランドの沿岸のハウラキ湾（英語版）やベイ・オブ・アイランズ（英語版）やベイ・オブ・プレンティ地方、ブラジルのサンパウロ州やリオデジャネイロ州、マデイラ諸島やカナリア諸島、南アフリカの沿岸、アラビア海、コルテス海等に分布する個体群が特に知られている。
日本列島においては、近年の生息や回遊の詳細だけでなく、上記の通り過去にはカツオクジラや他のナガスクジラ科と混同も常態化していたため、とくに沿岸部での生息状況や分布については不明な点が多く、ニタリクジラとカツオクジラや他の「Bryde's Whale complex」の厳密な分布範囲や生息域の共有の有無などについても判明していない点が目立つ。上記の通り、本種の発見には小笠原諸島（および火山列島）が関連している他、北は北海道の釧路で捕獲されており、東京湾・相模湾・駿河湾・伊豆諸島などでも確認されている。カツオクジラは熊野灘や土佐湾など、対馬や壱岐など、野間半島や甑島列島から種子島や屋久島や奄美諸島などの西日本を中心に確認されているが、ニタリクジラとカツオクジラなどがとくに西日本の沿岸部で混同されてきた可能性やニタリクジラが西日本にどの程度回遊しているのか、などの情報は明らかになっていない。この中で、とくに相模湾と伊豆大島、対馬と壱岐、大隅海峡と種子島と屋久島の周辺ではニタリクジラとカツオクジラなどが高速船と衝突する危険性に曝されている。
コルテス海とは対照的に北太平洋のカリフォルニア州の沿岸の記録は非常に少なく、未確認の情報を除けばカリフォルニア南部での目撃は過去50年間で2件であったこともあり、2006年には南カリフォルニア湾（英語版）の鯨種リストから除外されたが、一方で以降は確認が増加しており、気候変動に起因する分布の変化が指摘されている。アゾレス諸島でも初の確認は2004年だったが、以降は増加傾向にあるとされる。しかし、この背景には分布の変化だけでなく、以前から付近に分布していたが他の種類と誤認されてきた可能性もある。

## 人間との関係
本種が現在も直面する商業捕鯨以外の人間による脅威としては、混獲、船舶との衝突、ゴミの誤飲、騒音も含めた環境汚染、「混獲」と称した意図的な捕獲、密猟などが存在し、保護対象である南半球の個体群に該当する肉がシロナガスクジラなどの他の保護対象種と共に日本の市場から発見されたこともある。また、南アフリカの沿岸系など遺伝的多様性の低さが懸念される個体群も存在している。
なお、日本列島でも鯨類と人間の関係には捕鯨だけでなく、クジラを神聖視して捕鯨を禁止する風潮も強かったとされている。また、日本の国内で顕著に見られた風潮である「鯨害獣論（鯨食害論）」は理論的正当性について国内外から様々な批判を受けており、2009年6月の国際捕鯨委員会の年次会合にて、当時の日本政府代表代理（森下丈二水産庁参事官）が鯨類による漁業被害（害獣論）を撤回している。また、捕鯨を中心とした人間の活動によって大型鯨類の個体数が激減したことが海洋生態系の生産力に悪影響を与えた可能性も指摘されている。捕鯨問題#益獣論も参照。

### 捕鯨
商業捕鯨の時代の初期には、本種も含めた中・小型のナガスクジラ科は鯨油や肉の生産量の観点から優先度が低く、大型種と比較すると個体数の減少の程度はより低かったとされているが、本種はカツオクジラだけでなくツノシマクジラやイワシクジラ等の他のナガスクジラ科との混同捕獲が著しかった可能性があり、本種とカツオクジラの捕鯨時代以前の本来の分布と個体数の推測が困難になっており、IUCNによるレッドリストでも本種とカツオクジラの評価状態が「データ不足（DD）」になっている要因にもなっている。さらに日本国内ではマッコウクジラなどと共に捕鯨業者による不正捕獲が横行していた可能性が指摘されている。
本種は「ボン条約」の保護対象種に指定されているが、後述の通り、日本は2024年現在も捕獲対象としている。
2019年7月の日本の商業捕鯨再開に際し、本種は捕獲対象となり、水産庁は年間捕獲枠を187頭と設定している。他にミンククジラ・イワシクジラも捕獲対象となっているが、頭数・鯨体の大きさ・得られる肉の量から、当面日本で流通する鯨肉はニタリクジラ肉が中心となる。

### ホエールウォッチング
日本列島でのホエールウォッチング業においては、高知県の土佐湾と鹿児島県の笠沙町（現南さつま市）の野間半島と下甑島の周辺で「ニタリクジラ」としての観察業が行われていたが、遺伝学による断定の結果としてこれらの海域の見られる鯨種がカツオクジラであると判明したため、特に2020年代以降はカツオクジラとして修正されている。
日本列島では他に本種（ニタリクジラ）を観察の主対象とする地域は存在せず、上記の通り本種の分類史において関連性が存在する小笠原諸島においても、本種の主要分布域が沖合であることからもザトウクジラやマッコウクジラと比較すると観察頻度が非常に低いとされる。
- ハウラキ湾にて
- ラ・ゴメラ島にて
- マデイラ諸島にて